# Jannerup Sogn
 Ikke at forveksle med Janderup Sogn.
Jannerup Sogn (på thybomål Jajjerop) er et sogn i Thisted Provsti (Aalborg Stift).
I 1800-tallet var Jannerup Sogn anneks til Hundborg Sogn. Begge sogne hørte til Hundborg Herred i Thisted Amt. Hundborg-Jannerup sognekommune blev ved kommunalreformen i 1970 indlemmet i Thisted Kommune.
I Jannerup Sogn ligger Jannerup Kirke.
I sognet findes følgende autoriserede stednavne:
- Jannerup (bebyggelse, ejerlav)
- Snejstrup (bebyggelse, ejerlav)